# قشن

تعديل مصدري - تعديل

قشن هي مدينة يمنية تتبع محافظة المهرة، بلغ تعداد سكانها 7595 نسمة حسب الإحصاء الذي أجري عام 2004.